# 鲁菜
鲁菜是山東的地域傳統菜系，亦為中国四大菜系之一。其宋代以后即成为「北食」的代表，明、清两代更成為宫廷御膳主体，对华北北京、天津、河北和东北各地的饮食文化影响深遠。
因为山东的地理文化原因，鲁菜分为濟南菜和膠東菜两大派（另有独居一格的孔府菜）。济南菜因为地理原因，与中国其他菜系相比，选料范围相对较少。但这造就了其选料考究，技艺精湛，烹饪费时的特点。胶东菜则以海鲜闻名，而且擅将海鲜与其他食材巧妙结合。

## 历史
鲁菜历史极其久远。《尚书·禹贡》中载有“青州贡盐”，说明夏代时，山东已经用盐调味；周朝的《诗经》中已有食用黄河的鲂鱼和鲤鱼的记载，而今糖醋黄河鲤鱼仍然是鲁菜中的佼佼者。鲁菜系的雏形可以追溯到春秋战国时期。齐鲁两国自然条件得天独厚，尤其傍山靠海的齐国，凭借鱼盐铁之利，使齐桓公首成霸业。
传说中将自己的儿子蒸熟了献给齐王吃的易牙，实际上是当时善于调味的烹饪大师。鲁菜中的清汤，色清而鲜，奶汤色白而醇，独具风味；而胶东菜以海鲜见长，则是承袭海滨先民食鱼的习俗。而“食不厌精，脍不厌细”的孔子，还有一系列“不食”的主张，如“鱼馁而肉败不食，色恶不食，臭恶不食，失馁不食，不时不食，割不正不食，不得其酱不食……”。说明当时的鲁菜已经相当讲究科学、注意卫生，还追求刀工和调料的艺术性，已到日臻精美的地步。
秦汉时期，山东的经济空前繁荣，地主、富豪出则车马交错，居则琼台楼阁，过着“钟鸣鼎食，征歌选舞”的奢靡生活。根据“诸城前凉台庖厨画像”，可以看到上面挂满猪头、猪腿、鸡、兔、鱼等各种畜类、禽类、野味，下面有汲水、烧灶、劈柴、宰羊、杀猪、杀鸡、屠狗、切鱼、切肉、洗涤、搅拌、烤饼、烤肉串等，各种忙碌烹调操作的人们。这幅画所描绘的场面之复杂，分工之精细，烹饪操作的全过程，可和现代烹饪加工相媲美。北魏的《齐民要术》对黄河流域的烹调技术作了较为全面的总结。不但详细阐述了煎、烧、炒、煮、烤、蒸、腌、腊、炖、糟等烹调方法，还记载了“烤鸭”、“烤乳猪”等名菜的制作方法。此书对鲁菜系的形成、发展有深远的影响。历经隋、唐、宋、金各代的提高和锤炼，鲁菜逐渐成为北方菜的代表，以至宋代山东的“北食店”久兴不衰。
在这漫长的岁月中，吴苞、崔浩、段文昌、段成式、公都或等，都是著名的烹饪高手或美食家，他们对鲁菜的发展都作出了重要的贡献。到元、明、清时期，鲁菜更大量进入宫廷成为御膳標準，并因此得以在北方各地广泛流传。

## 派系
山东各地烹调技艺各有所长，一般认为鲁菜内部分为两大派系，為济南菜和胶东菜，分别擅长肉类和海鲜。有时也分为三大派系，另加上孔府菜。另外，鲁西、鲁北擅烹禽蛋菜，泰安则有以豆制品为主要原料的素菜，鲁中地区则有颇具齐国遗风的肉鱼菜肴。各地风味特色经过长期的历史互有影响。
济南自金、元以后便设为省治，济南的烹饪名厨们，利用丰富的资源，全面继承传统技艺，广泛吸收外地经验，把东路福山、南路济宁、曲阜的烹调技艺融为一体，将当地的烹调技术推向精湛完美的境界。济南菜取料广泛，包括山珍海味，瓜果蔬菜，以及畜禽内脏等皆可制成美味佳肴。济南饮食业历来十分兴盛，原有的聚丰德、汇泉楼等曾久负盛名的老店，均以经营山东传统风味菜闻名。
烟台、青岛位于胶东半岛，以烹制海鲜见长。葱烧海参即为胶东菜代表。
特点是清香、鲜嫩、味醇而著名，十分讲究清汤和奶汤的调制，清汤色清而鲜，奶汤色白而醇。擅長以葱香來调味。烹制海鲜甚有特色。
沂蒙菜亦是魯菜的一個新的分支，以紅燒兔子頭為代表菜式。近年来博山菜亦备受关注。

### 濟南菜
济南府为济南菜发源地。擅长爆、烧、炸、炒，口味偏重。另外湯菜也是濟南菜的一大特色。
代表菜有
- 奶汤蒲菜
- 糖醋鲤鱼
- 糖醋脊丝

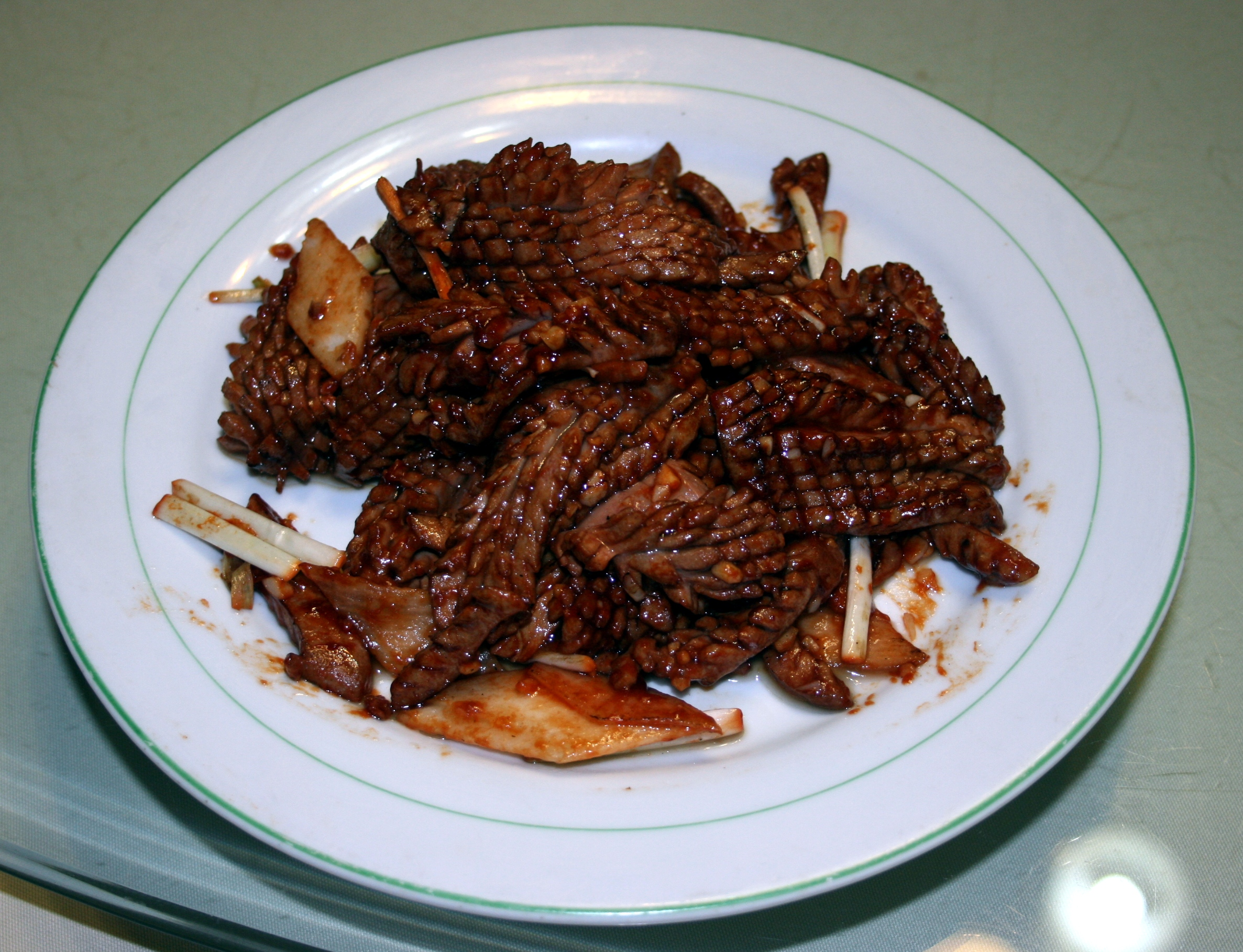
爆炒腰花
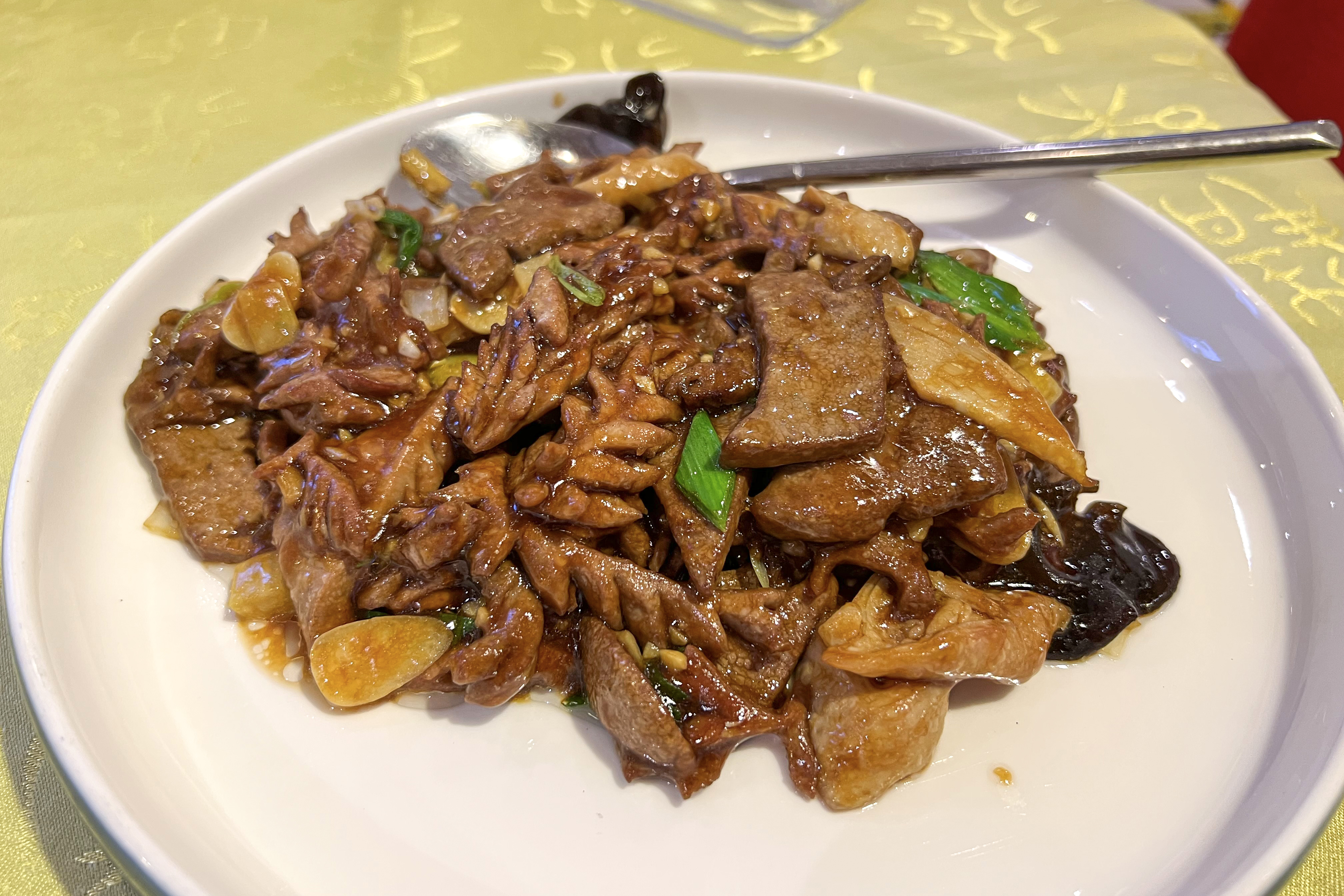
爆三样（猪肝、猪腰子、猪大肠）

- 拔丝地瓜
- 油爆双脆
- 汤爆双脆
- 锅烧肘子
- 四喜丸子
- 德州扒鸡
- 蜜汁梨球
- 干烂虾仁
- 济南烤鸭
- 清汤燕窝
- 炸荷花
- 九转大肠
- 火腿炒蒲菜
- 坛子肉
- 把子肉
- 软炸腰穗
- 焦熘肉片
- 油爆肚头
- 卷煎
- 奶汤核桃肉
- 爆三样
- 罐儿蹄
- 黄葱烧蹄筋
- 汤爆肚头
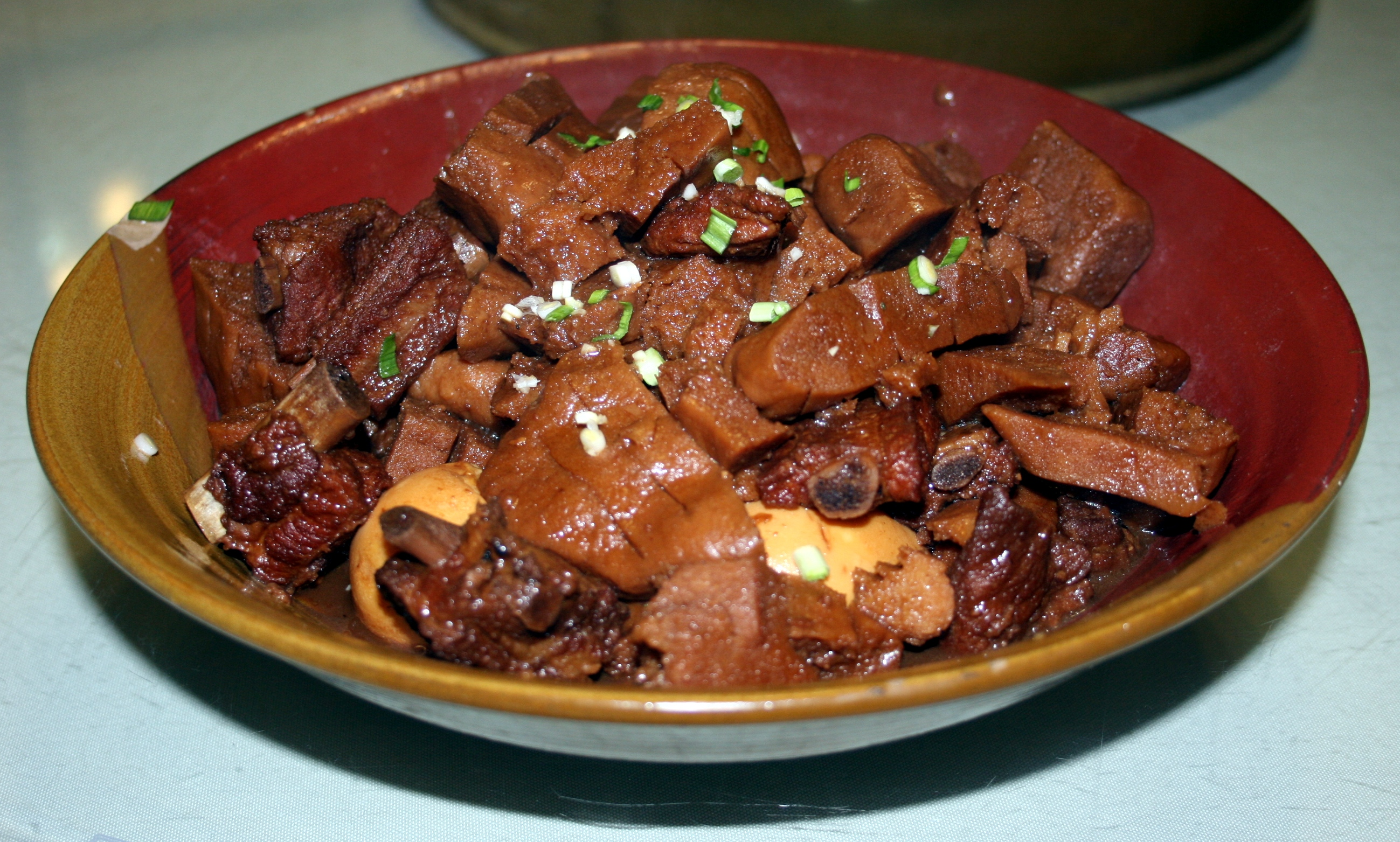
烧面筋
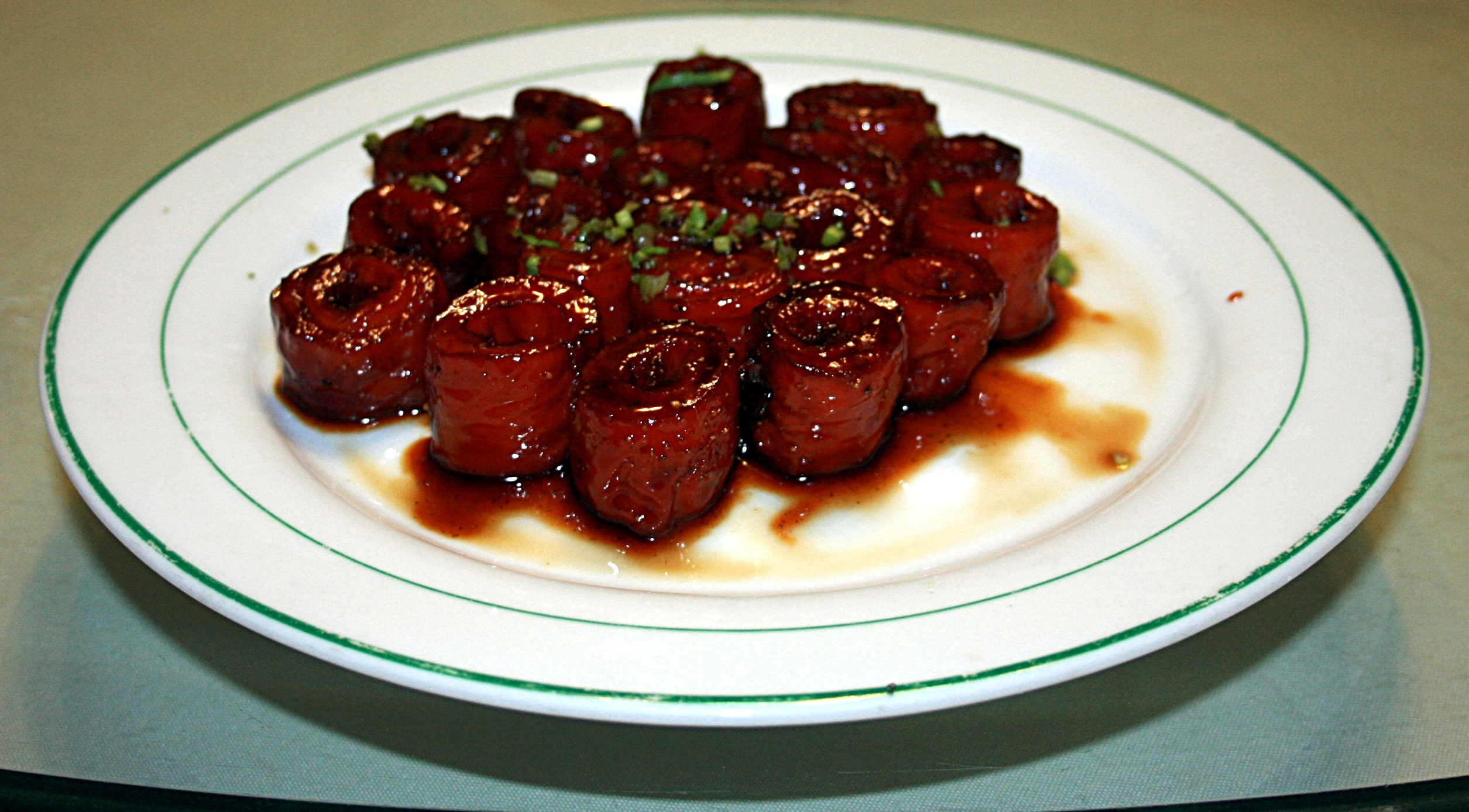
九转大肠

- 珊瑚白菜
- 炸茄盒
- 炸耦盒
- 炒八宝辣椒
- 酸辣汤
- 红烧茄子
- 奶汤白菜
- 雪丽香椿
- 溜黄菜
- 海米炒蒲菜
- 奶汤什锦
- 软烧豆腐
- 姜拌藕
- 蜜汁三果
- 蜜腊莲子
- 炒三泥
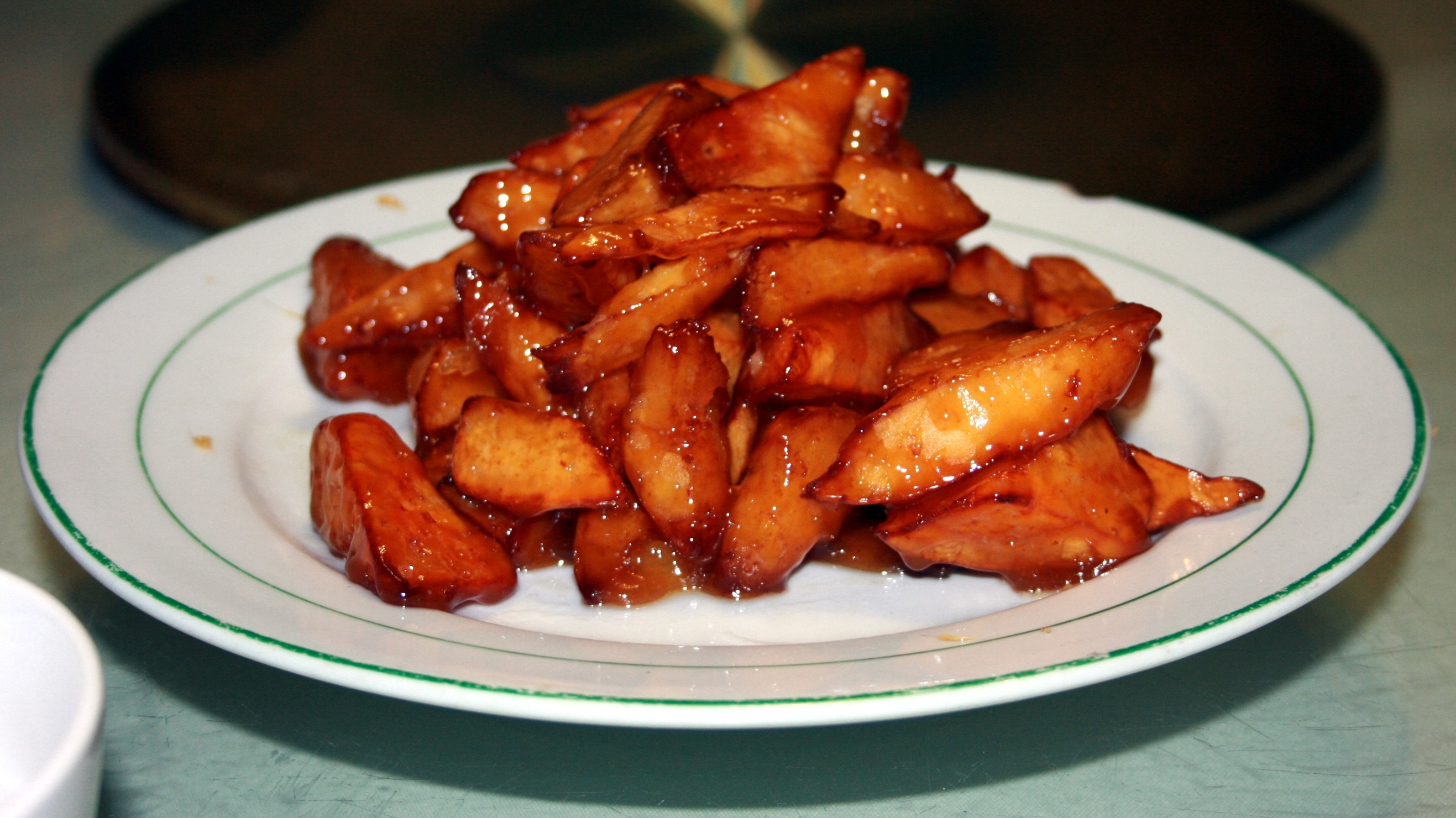
拔丝山药
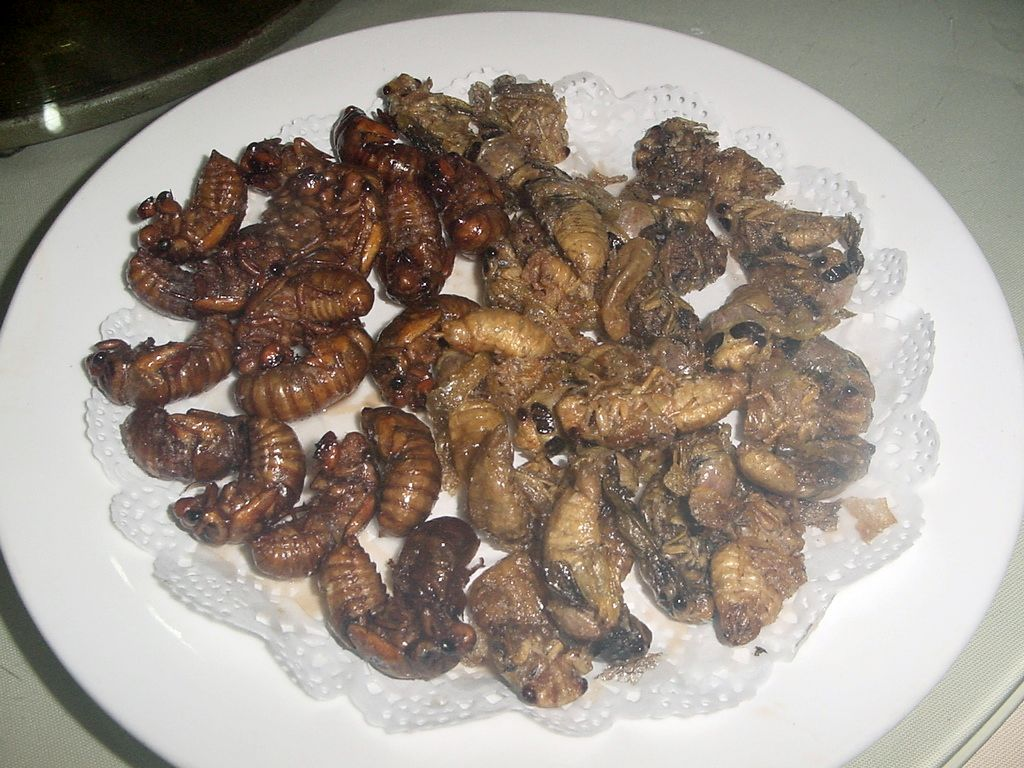
水晶桃等。

- 爆炒腰花
- 爆三样（猪肝、猪腰子、猪大肠）
- 面筋红烧排骨
- 九转大肠
- 拔丝地瓜
- 炸金蝉

### 膠東菜
萊州、登州为胶东菜发源地。以烹制各种海鲜而驰名，口味清淡鲜嫩，保持食材的原有味道，讲究花色造型，刀工精细。膠東菜經過漢、晉、唐的不斷發展，明末清初被引進入北京。清末民初發展出以烟台為代表的“本幫膠東菜”及以青島為代表的“改良膠東菜”。而大連菜即是魯菜系膠東幫在大連的發展成果。
代表菜有
- 葱烧海参
- 油爆海螺
- 清蒸加吉鱼
- 扒原壳鲍鱼

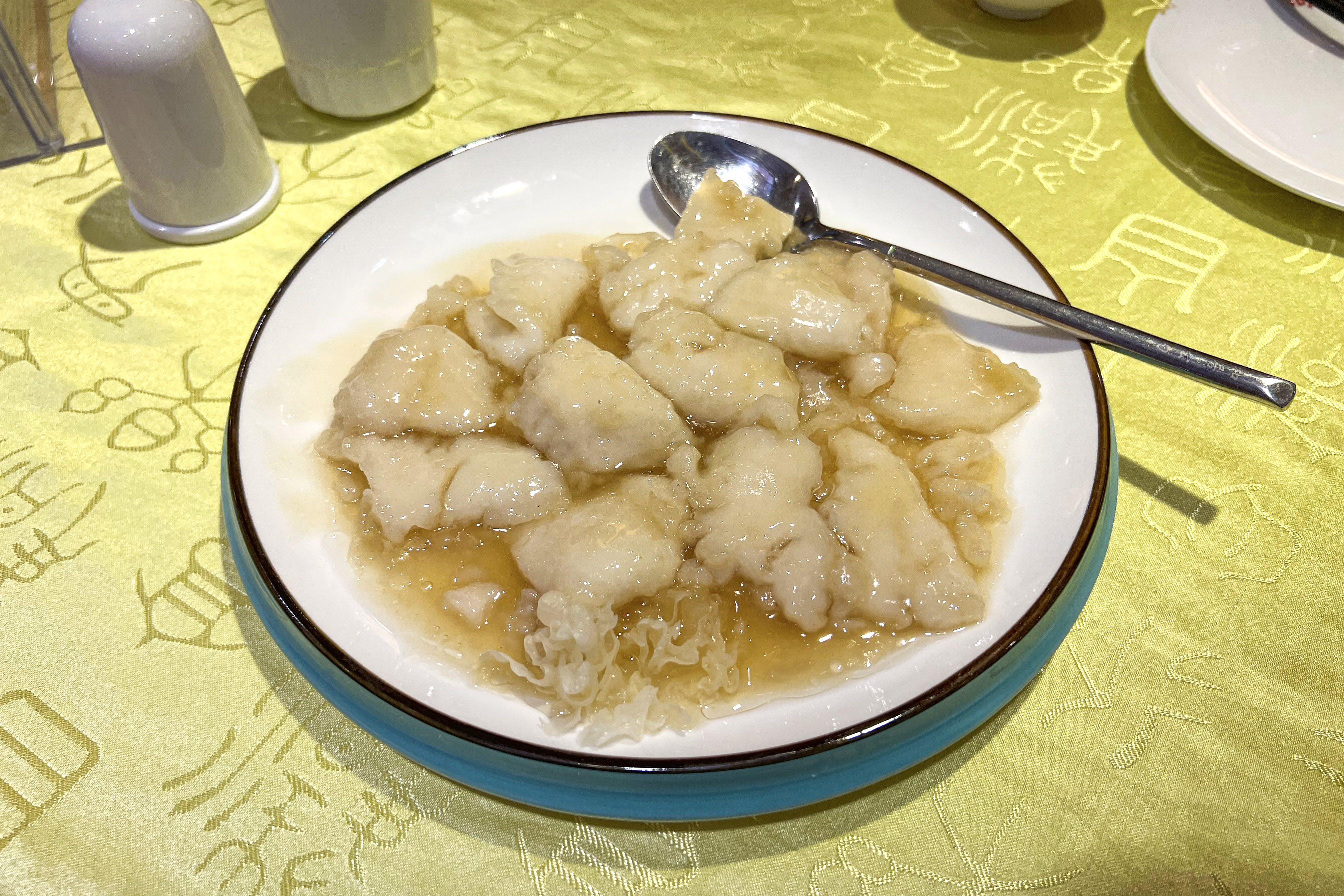
糟溜鱼片
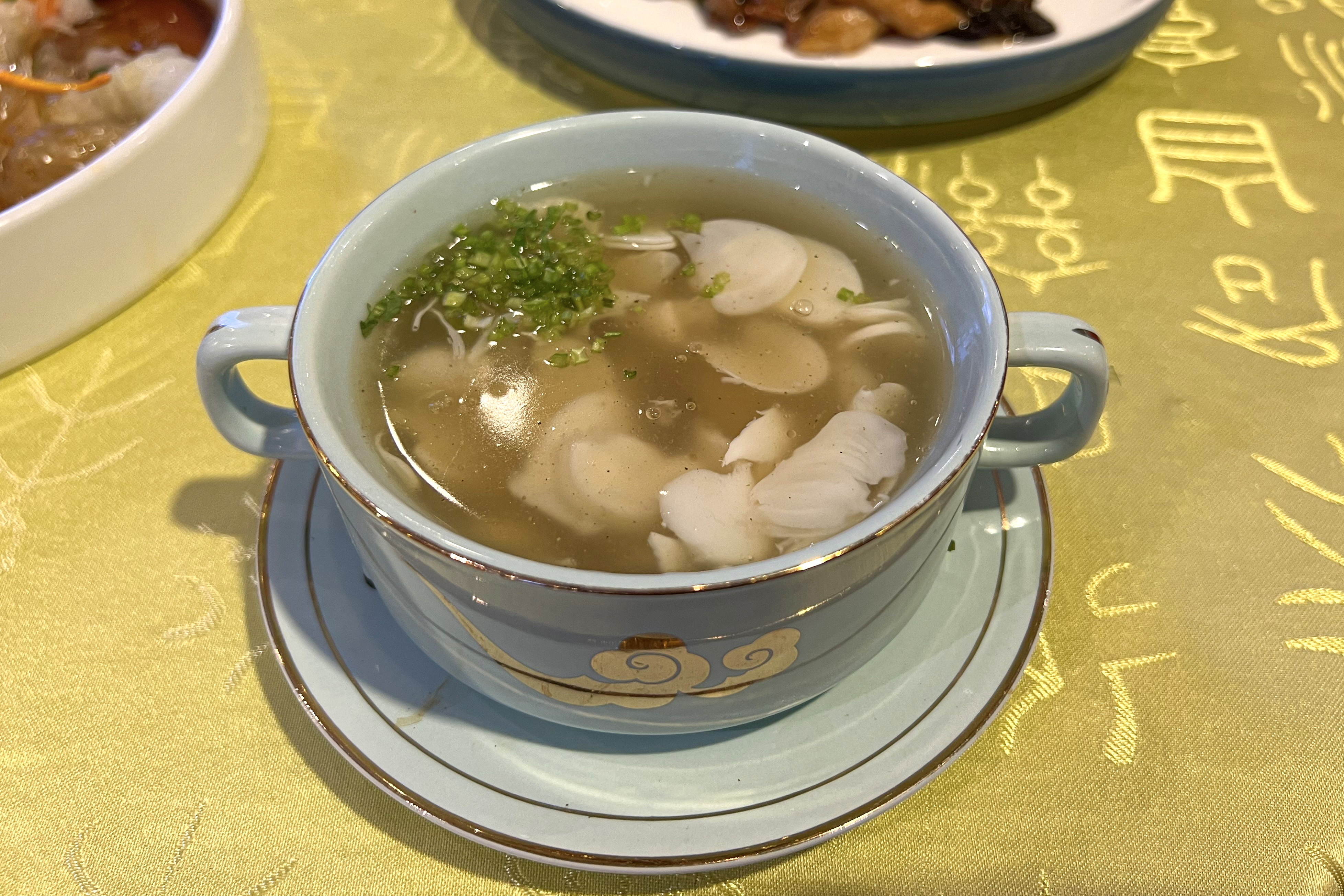
烩乌鱼蛋
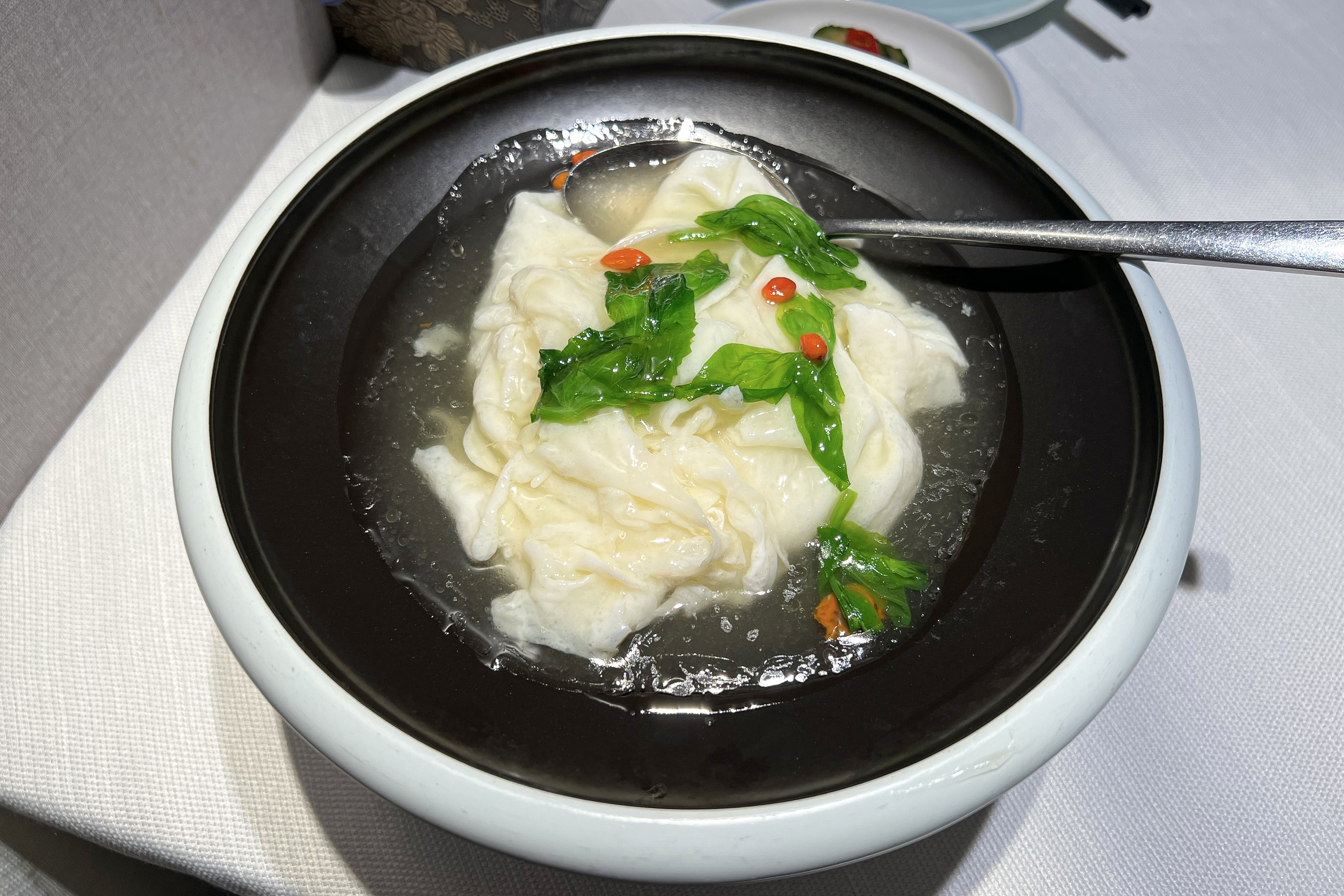
浮油鸡片
- 氽双脆
- 油焖大虾
- 炸蛎黄
- 凉拌烧鸡

- 糟溜鱼片
- 烩乌鱼蛋
- 芙蓉鸡片

### 孔府菜
孔府菜，以山東曲阜的孔府為名所發展出來的特殊菜餚，由於曲阜是歷代帝王祭典朝聖的地方，自古便擅長製備官府菜，以用料考究、製作精細、自成一格和風味獨特而聞名天下。
代表菜有：
- 大件菜
  - 当朝一品锅
  - 燕菜一品锅
  - 燕窝四大件
  - 烤牌子
  - 烤花蓝桂鱼
  - 海米珍珠笋
  - 红扒熊掌
  - 扒白玉脊翅
  - 御笔猴头
  - 烧秦皇鱼骨
  - 菊花鱼翅
  - 神仙鸭子
  - 一卵孵双凤
  - 八宝鸭子
  - 八仙過海鬧羅漢
  - 詩禮銀杏
  - 绣球鱼肚
  - 怀抱鲤
  - 带子上朝
  - 干蒸莲子
- 家常菜
  - 松子虾仁
  - 玉带虾仁
  - 一品豆腐
  - 木须肉
  - 炒小豆腐
  - 烧安南子
  - 炒双翠
  - 九层鸡塔
  - 锅塔豆腐
  - 七心鸡子
  - 鸳鸯鸡
  - 汪肉丝
  - 珍珠汤
  - 鸡皮软烧豆腐
  - 油淋白菜
  - 炸溜茄子
  - 椿芽豆腐

## 影响
山东作为北方擅长料理食材的地区，鲁菜烹调手法广泛影响华北及东北的饮食习惯与当地风味。明清时代宫廷厨师多出自山东，将鲁菜影响带至华北地区，如北京清朝的八大居之首的同和居即为鲁菜饭馆。胶东菜则经渤海传至辽东地区，进入东北。